# Five hundred meter Aperture Spherical Telescope
Five hundred meter Aperture Spherical Telescope (FAST; em português:  Rádiotelescópio Esférico com 500 metros de Abertura) é um radiotelescópio localizado na depressão Dawodang (大 窝 凼 洼地), uma bacia natural no condado Pingtang, província de Guizhou, sudoeste da China. É constituído por um prato fixo de 500 metros fabricado de acordo com a depressão natural na paisagem. É o maior radiotelescópio do mundo e a segunda maior abertura de um único prato depois do RATAN-600 na Rússia.

## História

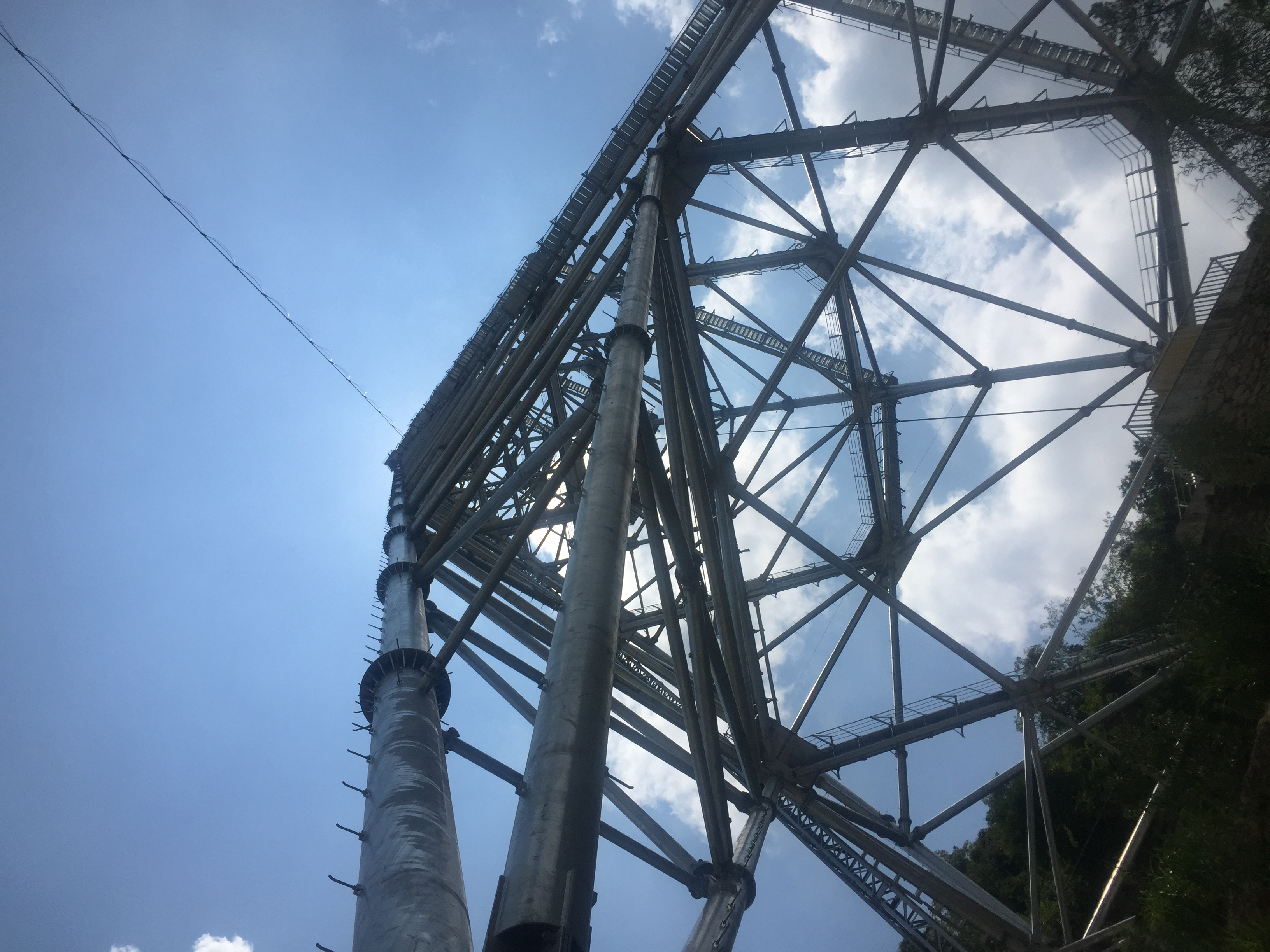
Uma das seis torres de suporte para a cabine de alimentação.

A construção do projeto FAST começou em 2011 e alcançou a primeira captação em 25 de setembro de 2016. Esteve 3 anos passando por testes e comissionamento.
A estrutura iniciou em Janeiro de 2020 oficialmente as suas operações após um período de testes de três anos.
O telescópio está a cumprir todos os requisitos necessários para o seu funcionamento. A equipa por trás do FAST prevê que o rádiotelescópio ajude os cientistas de todo o mundo a fazer descobertas importantes ao longo dos próximos dois a três anos.
A sua superfície composta por 4 450 refletores triangulares faz com que tenha a mais elevada sensibilidade de deteção de sinais vindos do espaço, servindo para observar fenómenos relacionados com matéria negra e até procurar vida extraterrestre.
O FAST é uma das prioridades na estratégia espacial da China, sendo que o seu desenvolvimento rondou valores na ordem dos 180 milhões de dólares. No entanto, a sua construção implicou um “custo” em particular. Cerca de 9 100 pessoas que residiam num raio de 5 km da estrutura foram obrigadas a abandonar as suas casas. Em questão estariam os efeitos negativos do campo de ondas sonoras e eletromagnéticas na população em seu redor.
Até 2020, o observatório identificou 114 novos pulsares desde que começou a operar na sua fase de testes, em dezembro de 2016. O telescópio realizou quase 1 000 horas de observações entre 1 de janeiro a 23 de março de 2020. A observação de pulsares é uma tarefa importante para o FAST, uma vez que estes podem ser utilizados para confirmar a existência de radiação gravitacional e buracos negros, bem como outras questões importantes da Física. O radiotelescópio também está focado em explorar moléculas interestelares e sinais de comunicação interestelar.